# Ludolf Bakhuizen
Ludolf Bakhuizen (ejtése: [lűdolf bakheüzen]), más írásmóddal Bakhuysen (Emden, 1630. december 28. – Amszterdam, 1708. november 17.) holland tengerfestő a holland aranykorban.

## Életpályája
Bakhuizen 1649-ben költözött Amszterdamba. Írnokként és könyvelőként kezdett dolgozni a neves Bartolotti kereskedőházban.  Hamar kitűnt társai közül szép kézírásával. Ifj. Willem van de Velde tengeri jeleneteket ábrázoló tollrajzai nyomán maga is megpróbálkozott a rajzolással. Sikerei után áttért az olajfestészetre és végleg művészi pályára lépett. Tanárai között volt Allart van Everdingen és Hendrik Dubbels, két korabeli ismert festő.
Hamarosan nemzetközi hírnévre tett szert tengeri jeleneteivel, és amikor van de Velde Angliába költözött, átvette annak helyét mint Amszterdam legismertebb tengeri festője.
Nagy gonddal kidolgozott fény-árnyék kontrasztjai miatt a romantika előfutárának is tartják. Gyakran festette meg a puszta tengert is, de leghíresebbek kikötői jelenetei, valamint a holland tengerészet nagy eseményeit megörökítő vásznai.
1699-ben kezdeményezte egy művészeti kamara létrehozását Amszterdamban. Michiel van Muscher portréfestővel együtt az első vezetői lettek ennek az intézménynek. Kiállításokat szerveztek a kortárs festők eladásra szánt képeiből. Lehetőséget nyújtottak a fiatal művészek közös önképzésére is, így egyfajta akadémiaként is működtek.
Később egy időre Angliába utazott, de élete végén visszatért Amszterdamba.

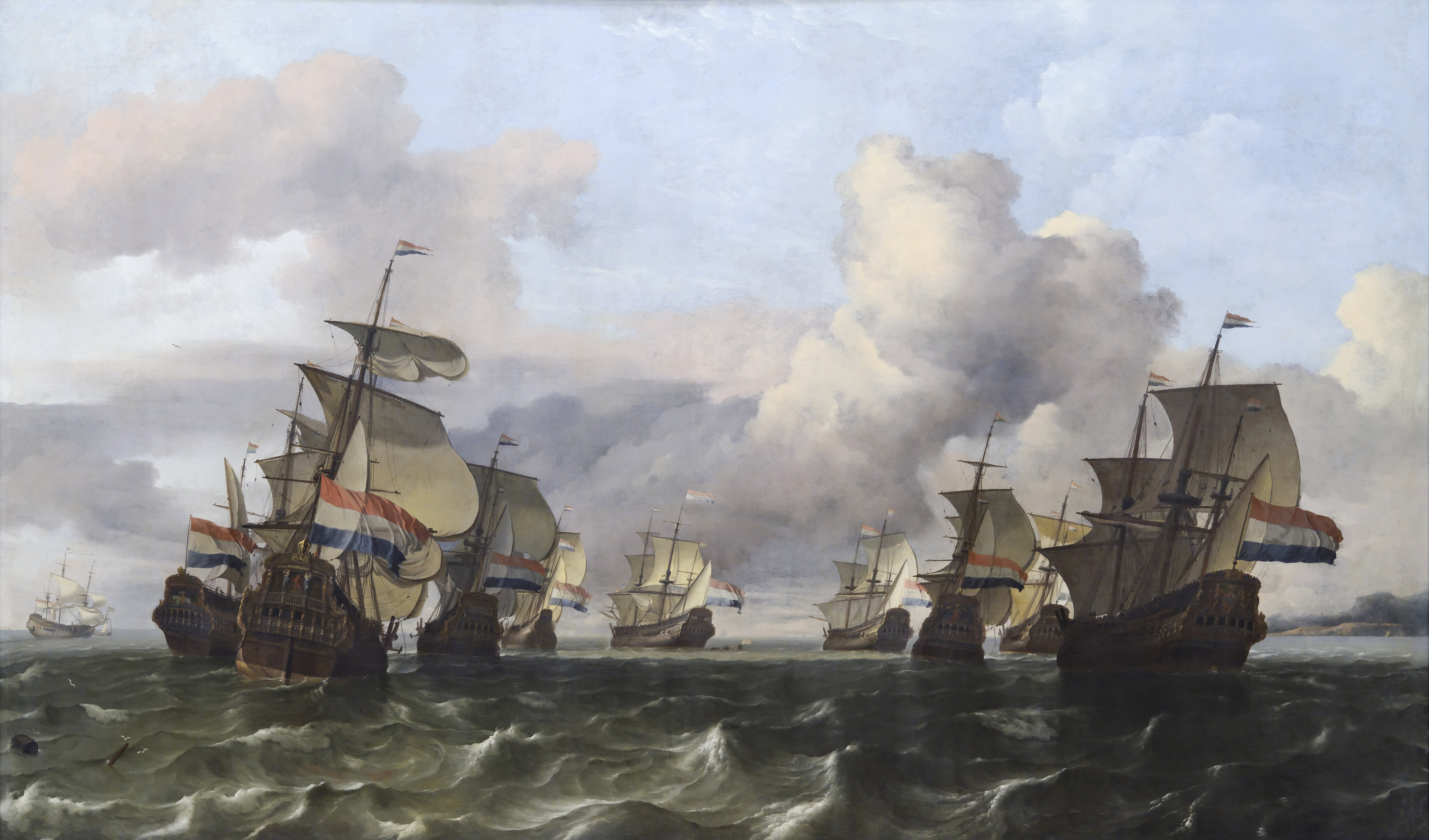
A Holland-indiai Társaság flottájának hazatérése, 1677